# Carna (Ierland)
Carna is een dorpje in het westen van het graafschap Galway in Ierland. De plaats ligt in de Connemara Gaeltacht. University College Galway heeft een kleine vestiging bij Carna waar onderwijs in het Iers wordt gegeven.

## Geboren
- Joe Heaney, 1919, Sean-nós zanger
- Máire Geoghegan-Quinn, 1950, politica, oud Europees commissaris